# Federální komise pro komunikace

Znak Federální komise pro komunikace (FCC)

Federální komise pro komunikace (Federal Communications Commission, FCC) je nezávislá agentura vlády Spojených států vytvořená statutem (47 U.S.C. §151 a 47 U.S.C. § 154) na regulaci mezistátní (USA) komunikace prostřednictvím rozhlasu, televize, satelitů a kabelových spojů. FCC si udržuje jurisdikci v oblasti širokopásmového přístupu, spravedlivé hospodářské soutěže, využívání rádiových frekvencí, zodpovědnosti médií, veřejné bezpečnosti a vnitřní bezpečnosti.
FCC byla založena zákonem o komunikacích z roku 1934, aby nahradila regulační funkce Federální rozhlasové komise. FCC převzala regulaci komunikace po drátu od Interstate Commerce Commission. Mandát FCC se vztahuje na 50 států, Washington, D.C. a teritoria Spojených států. FCC také poskytuje různé stupně spolupráce, dohledu a vedení pro podobné komunikační orgány v jiných zemích Severní Ameriky. FCC je financovaná výlučně z regulačních poplatků. Na rok 2016 měla odhadovaný fiskální rozpočet ve výši 388 miliónů dolarů. V prosinci 2017 měla 1 688 federálních zaměstnanců a to 50% mužů a 50% žen.

## Kanceláře
FCC má jedenáct úřadů pro zaměstnance. Kanceláře FCC poskytují podpůrné služby.

## Ústředí

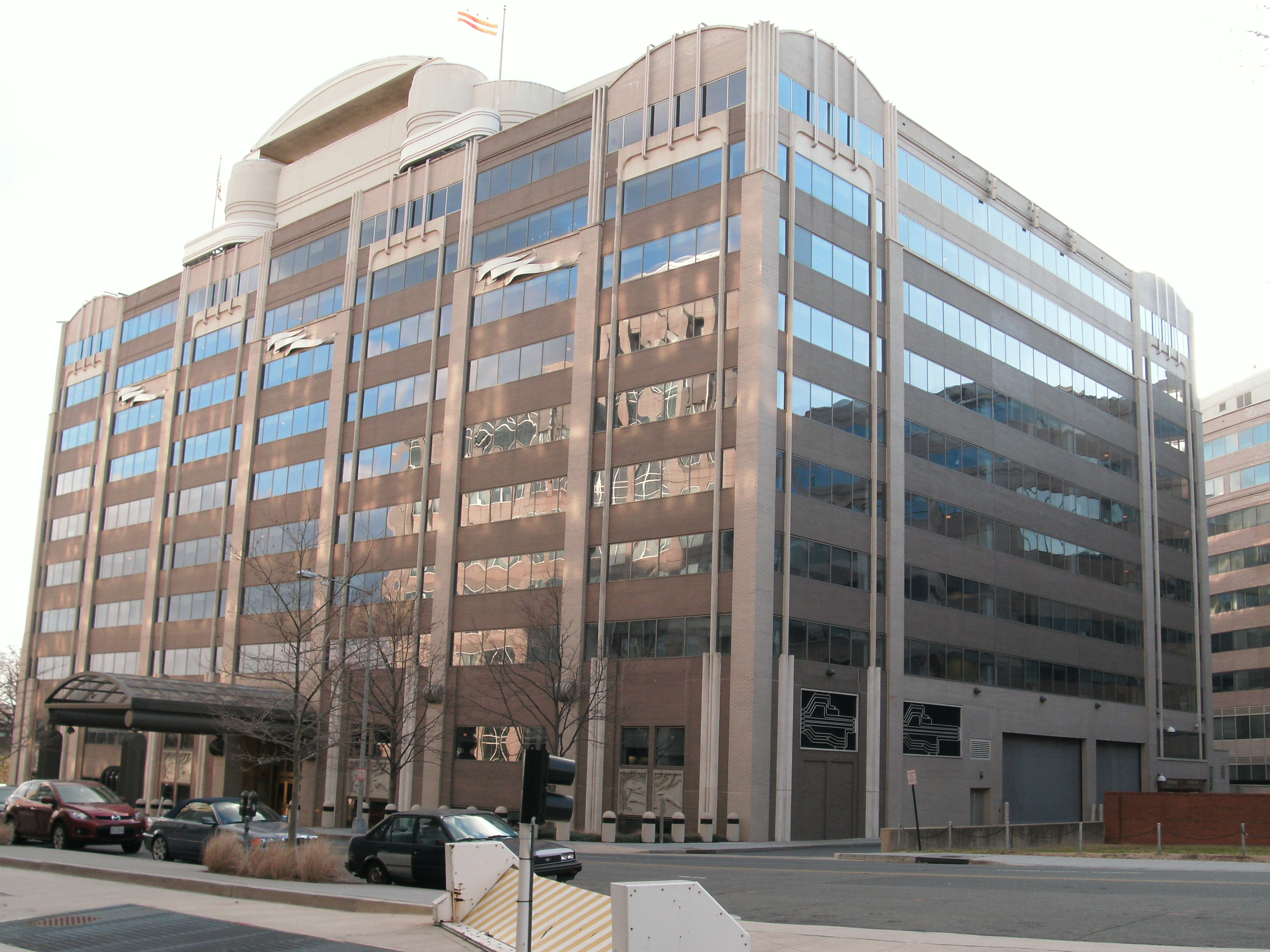
Sídlo Federální komise pro komunikace, 445 12th Street Washington D.C.

FCC sílí v budově Portals v jihozápadním Washingtonu, D.C.